# Пекатоніка (Іллінойс)
Пекатоніка (англ. Pecatonica) — селище (англ. village) в США, в окрузі Віннебаґо штату Іллінойс. Населення — 2090 осіб (2020).

## Географія
Пекатоніка розташована за координатами 42°18′33″ пн. ш. 89°21′26″ зх. д. / 42.30917° пн. ш. 89.35722° зх. д. (42.309059, -89.357212).  За даними Бюро перепису населення США в 2010 році селище мало площу 3,36 км², з яких 3,32 км² — суходіл та 0,04 км² — водойми.

## Демографія
Згідно з переписом 2010 року, у селищі мешкало 2195 осіб у 874 домогосподарствах у складі 615 родин. Густота населення становила 654 особи/км².  Було 923 помешкання (275/км²).
Расовий склад населення:
| - 97,7 % — білих - 0,3 % — азіатів - 0,2 % — чорних або афроамериканців |

До двох чи більше рас належало 1,2 %. Частка іспаномовних становила 1,5 % від усіх жителів.
За віковим діапазоном населення розподілялося таким чином: 26,5 % — особи молодші 18 років, 59,1 % — особи у віці 18—64 років, 14,4 % — особи у віці 65 років та старші. Медіана віку мешканця становила 38,1 року. На 100 осіб жіночої статі у селищі припадало 91,9 чоловіків;  на 100 жінок у віці від 18 років та старших — 89,2 чоловіків також старших 18 років.
Середній дохід на одне домашнє господарство  становив 66 834 долари США (медіана — 52 500), а середній дохід на одну сім'ю — 79 549 доларів (медіана — 71 250). Медіана доходів становила 50 579 доларів для чоловіків та 46 842 долари для жінок. За межею бідності перебувало 6,0 % осіб, у тому числі 7,4 % дітей у віці до 18 років та 4,4 % осіб у віці 65 років та старших.
Цивільне працевлаштоване населення становило 1052 особи. Основні галузі зайнятості: виробництво — 26,7 %, освіта, охорона здоров'я та соціальна допомога — 21,0 %, роздрібна торгівля — 8,3 %, мистецтво, розваги та відпочинок — 7,9 %.